# Eleições gerais em São Cristóvão e Neves em 2010
As eleições gerais de São Cristóvão e Neves de 2010 foram realizadas em 25 de janeiro.

## Resultados
| Partidos                                     | Votos                   | %                       | Assentos |
| -------------------------------------------- | ----------------------- | ----------------------- | -------- |
| Partido Trabalhista de São Cristóvão e Neves | 12.227                  | 46,96                   | 6        |
| Movimento de Ação Popular                    | 8.393                   | 32,24                   | 2        |
| Movimento dos Cidadãos Responsáveis          | 2.860                   | 10,99                   | 2        |
| Partido Reformista de Neves                  | 2.539                   | 9,75                    | 1        |
| Candidatos independentes                     | 16                      | 0,06                    | —        |
| Votados pelos senadores                      | Votados pelos senadores | Votados pelos senadores | 3        |
| Membro ex-officio                            | Membro ex-officio       | Membro ex-officio       | 1        |
| Total                                        | 26.035                  | 100,00                  | 15       |
| Fontes: ZIZ News, SKNVibes.com               |                         |                         |          |